# Сальва Бальєста
Сальвадор «Сальва» Бальєста (ісп. Salvador "Salva" Ballesta, нар. 22 травня 1975, Сарагоса) — іспанський футболіст, що грав на позиції нападника, зокрема, за «Атлетіко», «Валенсію» і «Малагу», а також національну збірну Іспанії.
Чемпіон Іспанії, найкращий бомбардир Ла-Ліги в сезоні 1999/2000.

## Клубна кар'єра
У дорослому футболі дебютував 1995 року виступами за команду клубу «Есіха», в якій провів один сезон, взявши участь у 17 матчах чемпіонату. 
Згодом з 1996 по 1998 рік грав за «Севілью», після чого перейшов до «Расінга» (Сантандер). Граючи за цю команду, в сезоні 1999/2000 Ла-Ліги забив 27 голів, ставши найкращим бомбардиром змагання.
Попри це досягнення влітку 2000 року перейшов до мадридського «Атлетіко», який саме понизився у класі до Сегунди. Його 21 гол за сезон у другому дивізіоні країні не допоміг мадридцям повернутися до Ла-Ліги, тож за рік бомбардир змінив команду, ставши гравцем «Валенсії». У першому ж сезоні у Валенсії здобув у складі місцевої команди титул чемпіона Іспанії. Утім особистий внесок нападника у цей успіх був незначним — лише п'ять голів у 22 матчах першості. Тож невдовзі після здобуття чемпіонства «Валенсія» віддала Бальєсту в оренду до англійського «Болтон Вондерерз». В Англії іспанцю проявити себе не вдалося і він досить швидко повернувся на батьківщину, де також на правах орендованого гравця захищав кольори «Малаги» і того ж «Атлетіко».
2005 року уклав повноцінний контракт з «Малагою», утім не допомігши їй уникнути пониження у класі до Сегунди вже за результатами сезону 2005/06. По ходу наступного сезону віддавався в оренду до вищолігового «Леванте», після чого повернувся до «Малаги» і 2008 року зробив внесок у її повернення до Ла-Ліги.
Завершив професійну ігрову кар'єру в «Альбасете», за команду якого виступав у другому іспанському дивізіоні протягом сезону 2009/10 років.

## Виступи за збірну
2000 року дебютував в офіційних матчах у складі національної збірної Іспанії. Протягом кар'єри у національній команді, яка тривала 5 років, провів у її формі лише 4 матчі.

## Титули і досягнення

### Командні
- Чемпіон Іспанії (1):

«Валенсія»: 2001-2002
- Чемпіон Європи (U-21): 1998

### Особисті
- Найкращий бомбардир Ла-Ліги: 1999-2000 (27 голів)